# Éléonte
Éléonte (en grec ancien Ἐλαιοῦς / Elaioũs) est une cité grecque de la Chersonèse fondée probablement au début du VIe siècle av. J.-C. Dans cette ville, se trouvait le tombeau de Protésilas, premier héros mort au cours de la guerre de Troie.

## Histoire
Disposant d'une rade assez grande, Éléonte, qui passe sous le contrôle des Achéménides à la fin du VIe siècle av. J.-C., est un lieu de mouillage important en cas de conflit.
Ainsi en 481 av. J.-C., une partie de la flotte de Xerxès Ier y fait escale. En 480 av. J.-C./479 av. J.-C. un noble perse, Artayctès pille et profane le tombeau de Protésilas. Éléonte se range d'autant plus facilement aux côtés des coalisés grecs et passe sous contrôle athénien après la prise de Sestos. La flotte de Cimon y est au mouillage peu avant le désastre d'Aigos Potamos (août 405 av. J.-C.).
En 200 av. J.-C. la cité s'allie à Philippe V, roi de Macédoine, lors de la guerre contre les Romains ; mais change d'alliance en mars 190 av. J.-C. lors du conflit entre Rome et Antiochos III.

## Fouilles
Le site archéologique d'Éléonte a été identifié en 1915 par le Corps expéditionnaire d'Orient, au cours de l'expédition de Salonique pendant la Première Guerre mondiale. Néanmoins, en 1978, il n'avait toujours pas été fouillé. 

## Sources
- Hérodote, Histoires [détail des éditions] [lire en ligne], livre VII, 22, 1 ;
- Xénophon, Helléniques [lire en ligne], II, 20 ;
- Tite-Live, Histoire de Rome, livre XXXI-16, livre XXXVII-7.